# Курило Інна Броніславівна
Інна Броніславівна Курило (30 вересня 1963, м.Вінниця) — українська письменниця, казкотерапевтка, жіноча тренерка. Живе та працює в м.Києві.

## Життєпис
Інна Курило народилася 30 вересня 1963 року у м. Вінниця.
У 1981 році закінчила львівську середню школу №79 (зараз гімназія Євшан) із золотою медаллю. Того ж року вступила до Львівського торгово-економічного інституту, товарознавчий факультет, який у 1985 році закінчила з відзнакою.
У 1985 році вийшла заміж за військового Олега Курило. Виростили дві доньки. Мають 4 онуків.  Разом з чоловіком відвідала понад 30 країн. За часів СРСР жили та служили в Дагестані у м.Буйнакс,  у Чехословаччині, в Нижньому Новгороді. 
Після розвалу радянського союзу з росії переїхали до м. Яворів Львівської області. З 1995 року проживає в Києві.

В 2019 році у Східноукраїнській асоціації арт-терапії та Всеукраїнській тренінговій компанії «Основа» пройшла навчання за програмою «Підготовка сертифікованих тренерів».

З 2019 року почала співпрацювати з тренінговим центром «Сертифіковані українські технології освіти» тренером казкотерапевтом.

У 2020 році пройшла курс письменницької майстерності у Школі письменницької майстерності та копірайтингу «Риба».
Брала участь у зустрічах зі школярами.

## Творчість
У 2018 році у видавництві «Мандрівець» виходять перші 4 книжки із серії дидактичних казок - Пригоди Кексика і його друзів: «Котик Кексик і мешканці двору», «Кексик на природі», «Котик Кексик і подарунки», «Кексик на дачі».
У тому ж 2018 році було зареєстроване авторське право на персонаж дитячої літератури «Котик Кексик».

У 2019 році виходить продовження серії дидактичних казок - Пригоди Кексика і його друзів: «Кексик та інтернет».
У 2020 році – соціально–психологічний роман «Аромат гіркого апельсину або історія однієї леді». Книга написана для підтримки тренінгу з розвитку жіночності. Містить багато практичних порад, які допомагають сучасним жінкам поєднати кар’єру та кохання.
У 2021 році у видавництві «Час Змін Інформ» виходить книжка терапевтичних казок «Чарівні бабусині казки». Це казки, що залишають простір дітям для власних роздумів і висновків. Вони є альтернативою серйозній виховній бесіді.
У 2022 році у видавництві «Час Змін Інформ» світ побачила казка про російсько-українську війну «Кексик-захисник». 
У 2023 році другим друком виходить доповнений та доопрацюваний роман «Аромат гіркого апельсину або історія однієї леді» - видавництво «Час Змін Інформ».
У 2023 році – у співавторстві «Клуб домашніх улюбленців» - видавництво «Відкриття».

У 2019 році, після того, як вийшли перші чотири книжки про Кексика, Інна Курило вирішила більше дізнатися про казки та казкотерапію. Пройшла навчання на факультеті соціально-економічної освіти та Східноукраїнської асоціації арт-терапії у НПУ ім. М.П. Драгоманова - «Казкотерапія. Поглиблений курс».
Бібліографія
- 2018 — «Котик Кексик і мешканці двору»: казка (видавництво «Мандрівець», Тернопіль);
- 2018 — «Кексик на природі»: казка;
- 2018 — «Кексик і подарунки»: казка;
- 2018 — «Кексик на дачі»: казка;
- 2019 — «Кексик та інтернет»: казка;
- 2020 — «Аромат гіпкого апельсину або історія однієї леді» (Київ) (серія: жіночі історії);
- 2021 — «Чарівні бабусині казки»: терапевтичні казки;
- 2022 — «Кексик - захисник»;
- 2022 — «Мандрівний вітер»: збірка казок у співавторстві (видавництво «Зелений пес»);
- 2023 — «Клуб домашніх улюбленців»: казки.

## Відзнаки
- У 2022 році книжка «Кекс-захисник» отримала II місце у VI Всеукраїнському літературному конкурсі ім. Леся Мартовича. Номінація "Дитяча книга. Казка".
- У 2023 році книжка «Неймовірні пригоди Кексика та його друзів» - видавництво «Час Змін Інформ» - ввійшла до списку переможців конкурсу культурно-мистецьких проектів від Українського інституту книги.